# حادثة تدافع جسر الأئمة

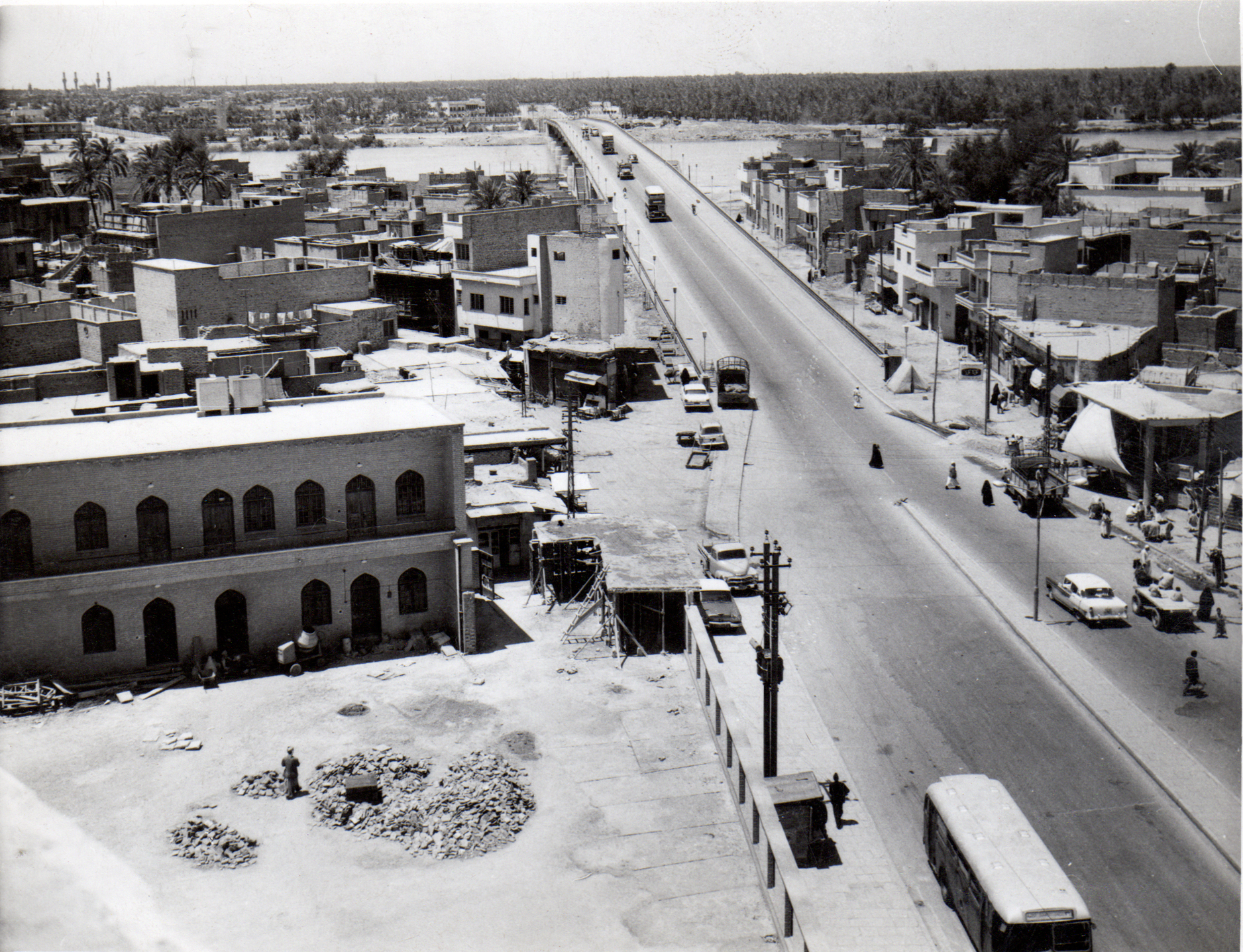
جسر الأئمة الرابط بين منطقتي الأعظمية والكاظمية في بغداد عام 1960

كارثة جسر الائمة 2005 وهي كارثة حدثت على جسر الأئمة بين منطقتي الأعظمية والكاظمية في بغداد في العراق يوم 31 أغسطس 2005 خلال إحياء الشيعة ذكرى استشهاد الإمام موسى الكاظم حيث يذهب الملايين منهم مشياً على الأقدام إلى الحضرة الكاظمية لأداء مراسم الزيارة وإحياء هذه الذكرى ونتيجة للتدافع الشديد على ذلك الجسر بعد انتشار إشاعة بوجود مفجر انتحاري مما أثار الذعر بين الجموع وبسبب اكتظاظ الجسر بالمشاة وإغلاقه من أحد أطرافه بنقطة تفتيش سقط العديد من الزوار في النهر أو دهسوا بسبب الفوضى التي عمت بعد انتشار الإشاعة مما أدى إلى موتهم دهسا أو غرقا.

## خلفية
الإمام موسى الكاظم هو الإمام السابع لدى الشيعة الإثنا عشرية وهو ابن الإمام جعفر بن محمد الصادق ابن محمد بن علي الباقر ابن الإمام علي بن الحسين زين العابدين ابن الإمام الحسين بن الإمام علي ابن ابي طالب وقد توفي بتاريخ 25 رجب 183 هـ في السجن ودُفن في مقبرة قريش في بغداد، ويحيي الشيعة ذكرى وفاته كل عام بالذهاب مشياً على الأقدام إلى الحضرة الكاظمية التي تقع في منطقة الكاظمية في بغداد وللوصول إلى المنطقة يلزم العبور عبر جسر الأئمة الواقع بين منطقة الأعظمية ذات الأغلبية السنية والكاظمية ذات الأغلبية الشيعية .

## مجريات الأحداث

صورة أفقية لجنوب جسر الأئمة سنة 2019

في صباح يوم الأربعاء 31 آب/أغسطس توجه الآلاف من الشيعة لأداء مراسيم الزيارة في الكاظمية ونصب الكثير منهم سرادق ومخيمات لاستقبال الزائرين وتقديم الطعام والشراب لهم وفي أثناء ذلك أطلقت جماعات ٳرهابية تابعة لتنظيم القاعدة سبعة قذائف هاون على عدة مناطق في بغداد وبالقرب من مرقد الإمامين الكاظمين في الكاظمية مما أدّى إلى مقتل 7 أشخاص وجرح 37  وبعد ساعات قليلة من هذا الهجوم أطلق شخص مجهول شائعة كاذبة عن وجود شخص يرتدي حزاما ناسفا يوشك على تفجيره وسط الجموع المتواجدة على جسر الائمة مما أثار الذعر والهلع بين الزائرين، وحدث تدافع شديد فوق الجسر الأمر الذي أدّى إلى حدوث حالات اختناق بين الزائرين مع سقوط البعض منهم تحت الأرجل على الجسر أو الطرق المؤدية إليه ودهسهم من قبل سيارات الشرطة والإسعاف التي كانت تسير على الجسر بُغية إنقاذ الموقف بينما قام البعض بِرمي نفسه في نهر دجلة أو سقط في النهر نتيجة التدافع  وفي هذه الأثناء هبَّ أهالي منطقة الأعظمية من أهل السنة لإنقاذ من سقط في النهر حيث قام العشرات من الغوّاصين بانتشال من سقط في النهر من الزائرين  وكان من بين هؤلاء الغواصين الغواص عثمان العبيدي وهو من سكنة منطقة الأعظمية من أهل السنة حيث أنقذ العشرات من الزوّار الشيعة وانتشلهم من النهر إلا أنه مات غرقاً في نفس اليوم وذلك أثناء انشغاله بإنقاذ من سقط في الماء وقد أدّت هذه الكارثة إلى مقتل ما يقرب الألف شخص وسقوط 388 جريحا  وكانت مدينة الصدر تعج بآلاف المخيمات التي خصصت لاستقبال ما تبقّى من جثث الشهداء الذين لم يُعرف ذويهم فيما خيّم الحزن والهدوء على مدينة الكاظمية التي امتلئت شوارعها بالجثث التي كانت مُلقاة على الأرصفة والشوارع العامة بالقرب من جسر الائمة فيما كان أهالي الأعظمية يشاركون إخوتهم بالمصاب ويبحثون في نهر دجلة عن أي جثث مفقودة أو أشخاص لا يزالون يلفظون أنفاسهم الأخيرة .

## دفن وتأبين
جرى دفن وتأبين الوفيات في الكارثة الذين قاربت أعدادهم الألف قتيلاً في مدينة الصدر فيما جرى لاحقاً نقل جثثهم إلى مقبرة وادي السلام في النجف لدفنهم فيها وقد تبرّع رجل الدين الشيعي مقتدى الصدر بقطعة أرض من المقبرة لدفن الشهداء فيها وامتلئت شوارع مدينة النجف بالجنائز والمشيّعين الذين كانوا يطوفون بجنائز ذويهم حول مرقد الإمام علي وقد كان الآلاف من المتطوعين على أُهبة الاستعداد لدفن الموتى في المقبرة تحت أشعة الشمس الحارقة .

## ردود الأفعال
- : استنكر حزب الله اللبناني هذه الكارثة الأليمة في بيان له ووصفها بالجريمة المروّعة قائلاً إن هذه الجريمة تكشف عن دموية ووحشية وهمجية القتلة وحقدهم وخروجهم عن الإنسانية وسعيهم لزرع الشقاق والفتن بين أبناء الشعب الواحد وحثَّ في بيانه العراقيين على الوحدة وعدم الانجرار إلى فتنة مذهبية.[9]
- : استنكر رئيس الوزراء العراقي إبراهيم الجعفري في بيان له هذه الفاجعة الأليمة ودعا إلى الحداد العام في العراق لمدة ثلاثة أيام على أرواح الضحايا معزياً الشعب العراقي باستشهاد الإمام موسى الكاظم الزوار من الذي قُتلوا خلال كارثة اليوم [9]
- : وجّه الرئيس العراقي جلال طالباني برقية تعزية إلى الشعب العراقي بفاجعة جسر الأئمة موضحاً إنها لفاجعة كبرى ستترك ندوباً في نفوسنا تضاف إلى تلك التي خلّفها فقدان المواطنين الذين راحوا ضحية للأعمال الإرهابية[9][10]
- : عزّى مقتدى الصدر في بيان له العالم الإسلامي والعراقيين وعوائل الشهداء الذين قضوا جراء هذه الكارثة التي راح ضحيتها المئات من الزوار وحمل الصدر حزب البعث وأسيادهم المحتلين مسؤولية ما الحادث المفجع في بغداد وأضاف إننا نعلم كل العلم أن ما حدث في الكاظمية هو حادث مفتعل لإفشال كل الزيارات لا سيما زيارة المبعث النبوي الشريف وحفاظاً على أمن النجف الأشرف دعا الصدر المؤمنين التروّي في الحضور إلى زيارة المبعث النبوي.[9]
- : تقدّم مكتب آية الله محمد تقي المدرسي التعزية للشعب العراقي وعوائل الضحايا الذين سقطوا في الكاظمية بأحر التعازي وطالب في بيان له الحكومة العراقية بضرورة تشكيل لجنة تحقيق للوقوف على الأسباب الحقيقية لهذه الكارثة وتصحيح الأمور ومحاسبة المقصّرين والمسؤولين كي لا تتكرر مثل هذه الحوادث مرة أخرى.[9]
- : أعلن مصدر مسؤول في وزارة الخارجية أن سوريا تلقّت بألم وحزن نبأ الحادث الأليم فوق جسر الأئمة في بغداد والذي أودى بحياة المئات من أبناء الشعب العراقي الشقيق وأضاف المصدر أن سوريا حكومة وشعبا تعرب عن خالص مواساتها وتعاطفها مع العراق الشقيق وأُسَر الضحايا وتتطلع إلى اليوم الذي ينعم فيه العراق بالأمن والأستقرار والازدهار[9]
- : تقدمت حركة حماس بأحر التعازي لذوي الضحايا الذين استشهدوا خلال مشاركتهم في إحياء ذكرى الإمام موسى الكاظم في بغداد ودعت الحركة في بيانٍ لها الشعب العراقي على اختلاف أطيافه إلى اعتبار الفاجعة التي وقعت دافعا لمزيدٍ من التلاحم والتوحد في مواجهة الاحتلال الأمريكي والوقوف سدّا منيعا مقابل مخططاته التي تستهدف زرع الفتنة وتفتيت وحدته وتشتيت أبنائه.[9]
- : بدعوة من الملك عبد الله الثاني تم إقامة صلاة الغائب في مساجد الأردن كافة على أرواح الشهداء الشيعة في كارثة جسر الأئمة وعزّى الملك الشعب العراقي بهذه الكارثة وذلك خلال اتصاله بالرئيس العراقي جلال طالباني معرباً خلاله عن تعازيه ومواساته بوفاة المئات من المواطنين العراقيين في الحادث الأليم مؤكداً أن الأردن يقف إلى جانب الأشقاء العراقيين لتجاوز آثار هذا المصاب الجلل.[11]
- : دعى ديوان الوقف السني في العراق إلى التبرع بالدم لصالح ضحايا الكارثة المفجعة مستنكراً في الوقت ذاته هذه الأعمال وهدر دماء الأبرياء من قبل بعض ضعاف النفوس.
- فيما انتقد البرلمان العراقي وعلماء دين عراقيون رد فعل العرب على فاجعة جسر الأئمة قائلين إن العرب لم يبدوا أي تعاطف مع العراقيين في حين وجدت بعض هذه الدول لديها وقتا وأموالا لمساعدة الأمريكيين الذين تضرروا من الإعصار كاترينا.[12]